# Wildschönau
Wildschönau est une commune autrichienne du district de Kufstein dans le Tyrol.